# Geissorhiza nigromontana
Geissorhiza nigromontana ist eine Pflanzenart aus der  Familie der Schwertliliengewächse (Iridaceae).

## Beschreibung
Es handelt sich um 10 bis 16 Zentimeter hohe, ausdauernde, krautige Pflanzen. Die Knolle ist rundlich, asymmetrisch abgeflacht, hat einen Durchmesser von rund 6 Millimeter und ist mehrlagig vollständig konzentrisch aufgebaut. Die Hülle ist hellbraun und zerbrechlich-papieren.
Das Niederblatt ist häutig und blass. Die drei bis sechs sichelförmig stehenden Blätter sind 3 bis 6 Millimeter breit, schwertförmig bis lanzettlich und kaum mehr als ein Drittel so lang wie die Stängel bzw. bis zum Ansatz der Ähre. Zumindest die untersten zwei Blätter sind grundständig, die oberen, gelegentlich drei bis vier, sind kleiner und setzen am Stängel an, die obersten ähneln häufig Tragblättern und sind 4 bis 10 Millimeter breit.
Der Stängel ist im unteren Teil niederliegend, oben aufrecht, einfach oder gelegentlich verzweigt, im letzten Fall entweder vom Ansatz oder den oberen Nodien des Stängels, an den unteren Nodien finden sich Brutknospen. Der Blütenstand ist eine zwei- bis dreiblütige Ähre, die Tragblätter sind 8 bis 10 Millimeter lang; grün, aber am oberen Teil häutig, die inneren sind etwas kürzer als die äußeren. Die Blüten sind sternförmig und blauviolett. Die Blütenröhre ist 2 bis 3  Millimeter lang, zylindrisch und in die Tragblätter versunken, die Blütenhüllblätter sind 14 bis 16 Millimeter lang, rund 6 Millimeter breit und umgekehrt eiförmig. Die Staubfäden sind rund 6 Millimeter lang, die Staubbeutel 5 Millimeter lang, der Pollen gelb. Der Fruchtknoten ist rund 3 Millimeter lang, der Griffel teilt sich auf mittlerer Höhe der Staubbeutel, die einzelnen Verzweigungen sind 4 bis 5 Millimeter lang und zurückgebogen.
Blütezeit ist von Januar bis Februar.

## Verbreitung
Geissorhiza nigromontana findet sich in Südafrika, sie ist endemisch in Höhenlage von 1800 Meter an Wasserläufen auf dem Blesberg, einem Berg im Great-Swartberg-Gebirge.

## Systematik
Geissorhiza nigromontana gehört zur Sektion Weihea in der Untergattung Weihea. Das Art-Epitheton verweist auf den Fundort (nigromontana = Swartberg = „Schwarzberg“), wo sie 1981 und 1985 gesammelt wurde.

## Nachweise
- Peter Goldblatt: Systematics of the Southern African Genus Geissorhiza (Iridaceae-Ixioideae). In: Annals of the Missouri Botanical Garden. Vol. 72, No. 2, 1985, S. 277–447